# Tombeau d'Antoine Watteau
Ne doit pas être confondu avec Monument à Antoine Watteau.
Le tombeau d'Antoine Watteau est localisé dans le cœur de ville de la commune de Nogent-sur-Marne, une ville située dans le département du Val-de-Marne, en région Île-de-France. Ce monument a fait l'objet d'une étude topographique dans le cadre de l'inventaire supplémentaire des monuments historiques le 16 février 1989,.

## Localisation
| - OpenStreetMap Localisation du tombeau d'Antoine Watteau, à Nogent-sur-Marne. |

Le tombeau d'Antoine Watteau est situé dans le cœur de ville de la commune de Nogent-sur-Marne, une ville située dans le département du Val-de-Marne, en région Île-de-France.
Plus précisément, ce monument trouve son emplacement dans la cour externe (ou parvis) de l'église Saint-Saturnin, à droite de son portail, au sein de l'ancien fief devenu quartier et connu sous le toponyme des « Moineaux »,.

## Histoire

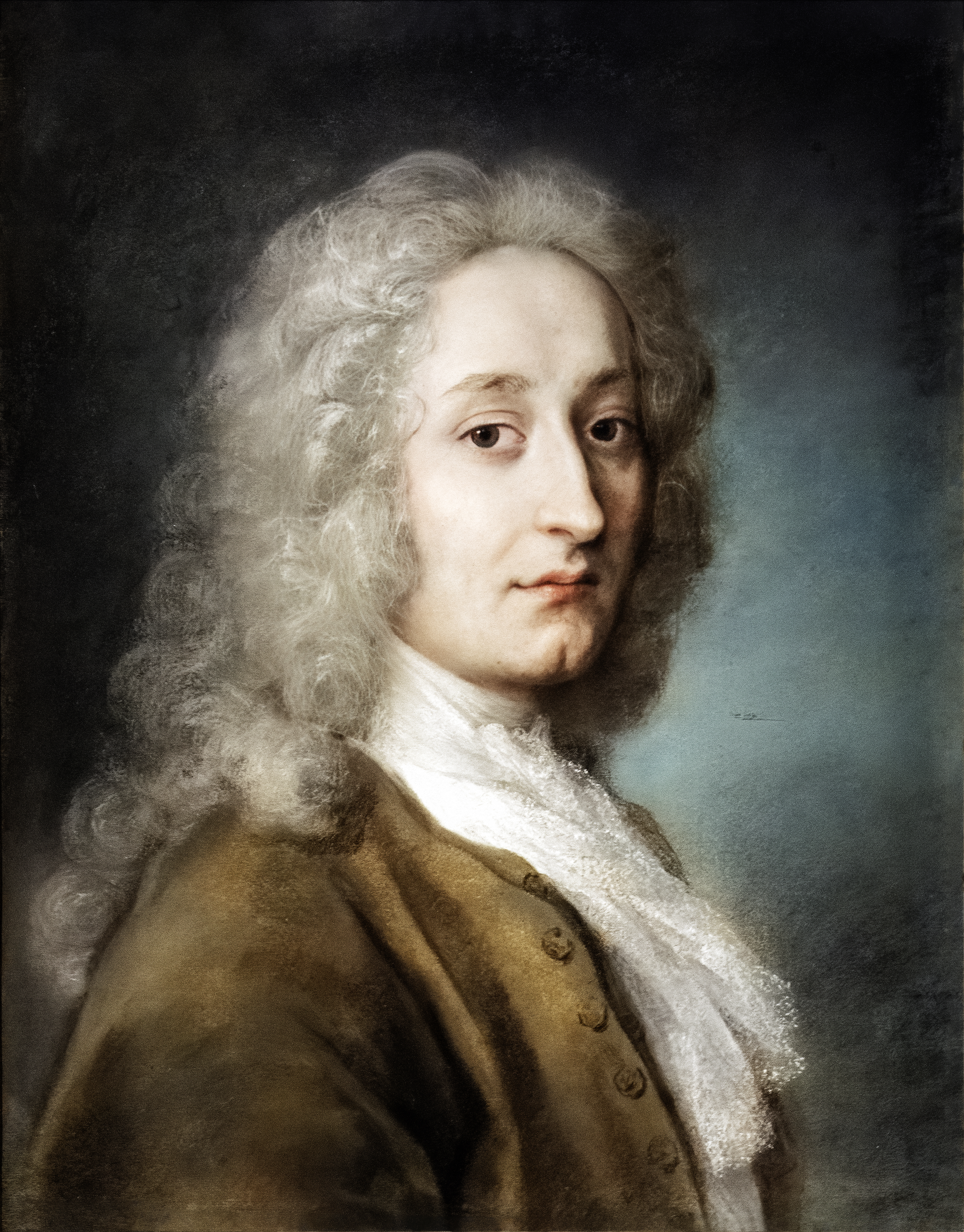
Pastel Antoine Watteau

L'artiste-peintre français Antoine Watteau, né le 10 octobre 1684 à Valenciennes, décède le 18 juillet 1721, dans une demeure appartenant à Philippe Lefèvre, intendant, responsable des Menus-Plaisirs du roi Louis XV, et située dans la commune de Nogent-sur-Marne,.
À sa mort, le peintre est inhumé dans l'enceinte de l'église nogentaise. Ultérieurement, lors du projet de construction de son second tombeau, sa dépouille est transportée, puis remise en terre dans la partie sud-est du parvis de Saint-Saturnin.
Le monument commémoratif est érigé en 1865, sous l'impulsion du conseil municipal de Nogent-sur-Marne alors en place. Le buste représentant l'artiste-peintre, a été réalisé la même année par le sculpteur et critique d'art également originaire de Valenciennes, Louis Auvray (1810-1890),.

## Description

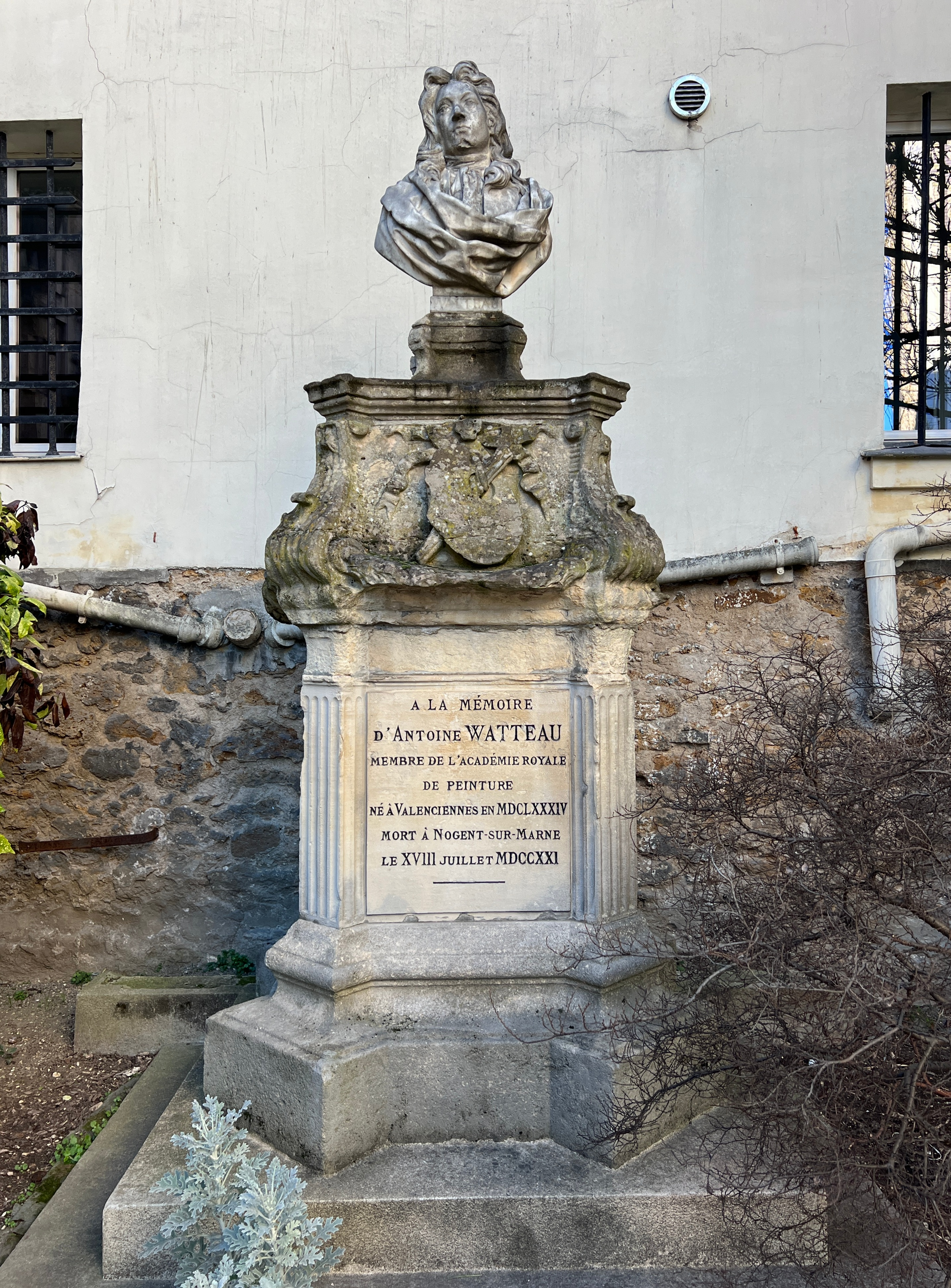
Vue générale du monument.

L'ensemble du monument est composé de marbre et d'un matériau calcaire. Ses moulures et ses ornements sont caractérisés par un style artistique dit « à la française »,.
La stèle placée au-dessus de la sépulture, de plan au sol carré, mesure 137 centimètres de côté, pour une hauteur de 2,79 mètres,.
L'ensemble de la pièce est constitué d'un buste sculpté à l'effigie de l'artiste-peintre valenciennois et reposant sur un piédestal parallélépipédique. Sur le devant de la stèle, située entre le portrait et le piédestal, apparaissent deux ornements sous forme de bas-reliefs et figurant une palette et un pinceau,.
Sur 3 des 4 faces de ce socle sont gravés les inscriptions en hommage à Watteau, lesquelles ont été commanditées par les responsables municipaux de l'époque. Le quatrième côté du piédestal, à l'opposé du parvis et orienté vers le mur d'enceinte est de l'église, se révèle, quant à lui, recouvert d'une plaque fabriquée à partir de bronze et qui porte le patronyme de chacun des notables ayant financé la construction du monument.

## Les inscriptions du piédestal
Les 3 textes gravés apparaissant sur le piédestal, gravures dédiées à Antoine Watteau, sont composés des termes suivants :
Sur la première face

« À la mémoire d'Antoine Watteau 
 Membre de l'Académie royale de peinture 
 Né à Valenciennes en 1684 
 Mort à Nogent-sur-Marne le 18 juillet 1721 »

— Jules Cousin, 1866, p. 42.
Puis, sur la seconde face

« La commune de Nogent voulant honorer le souvenir d'un hôte illustre et consacrer à jamais le lieu de sa sépulture, a pieusement rétabli cette tombe élevée jadis dans l'église paroissiale par les amis du grand artiste. »

— Jules Cousin, 1866, p. 42.
Et enfin, sur la troisième face

« Ce monument a été érigé par souscription et avec le concours de l'État sous le patronage du conseil municipal et exécuté par M. L. Auvray statuaire, a été inauguré le 15 octobre 1865 mardi par Mr M. De Perreuse étant maire et messieurs Pantin et Vitry adjoints. »

— Jules Cousin, 1866, p. 42.

Les inscriptions et dédicaces commémoratives du tombeau Watteau
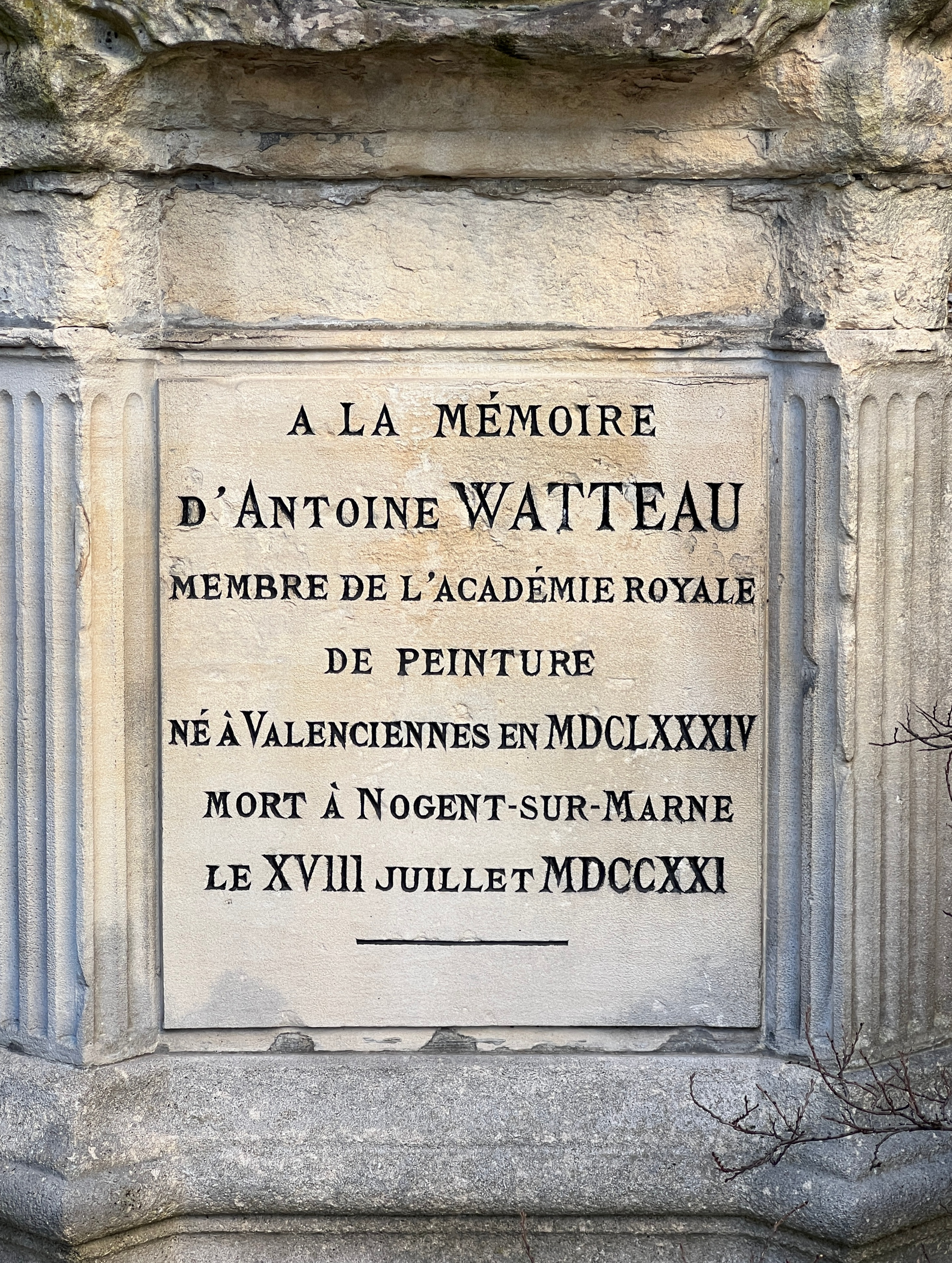
Première face.
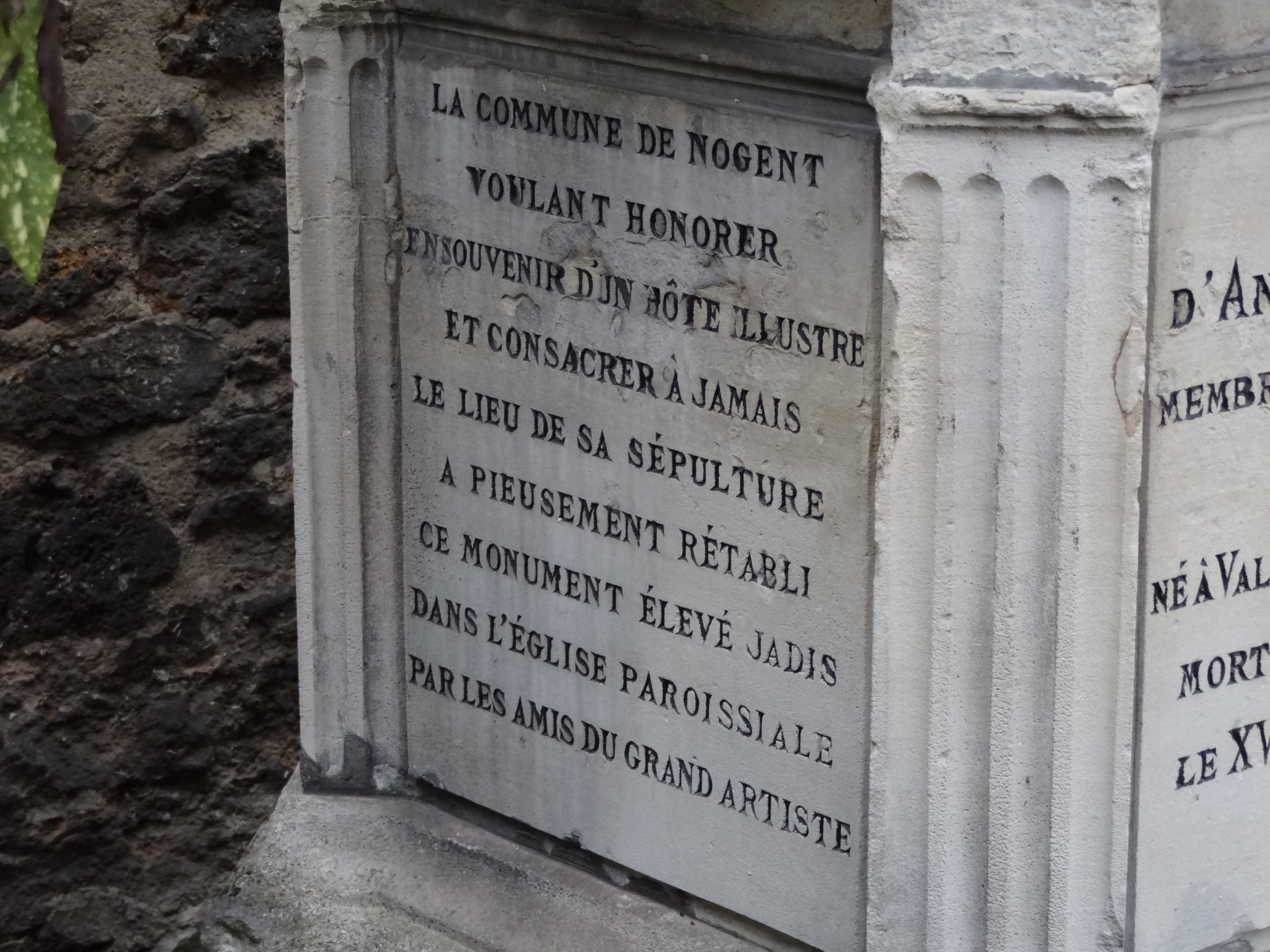
Seconde face.
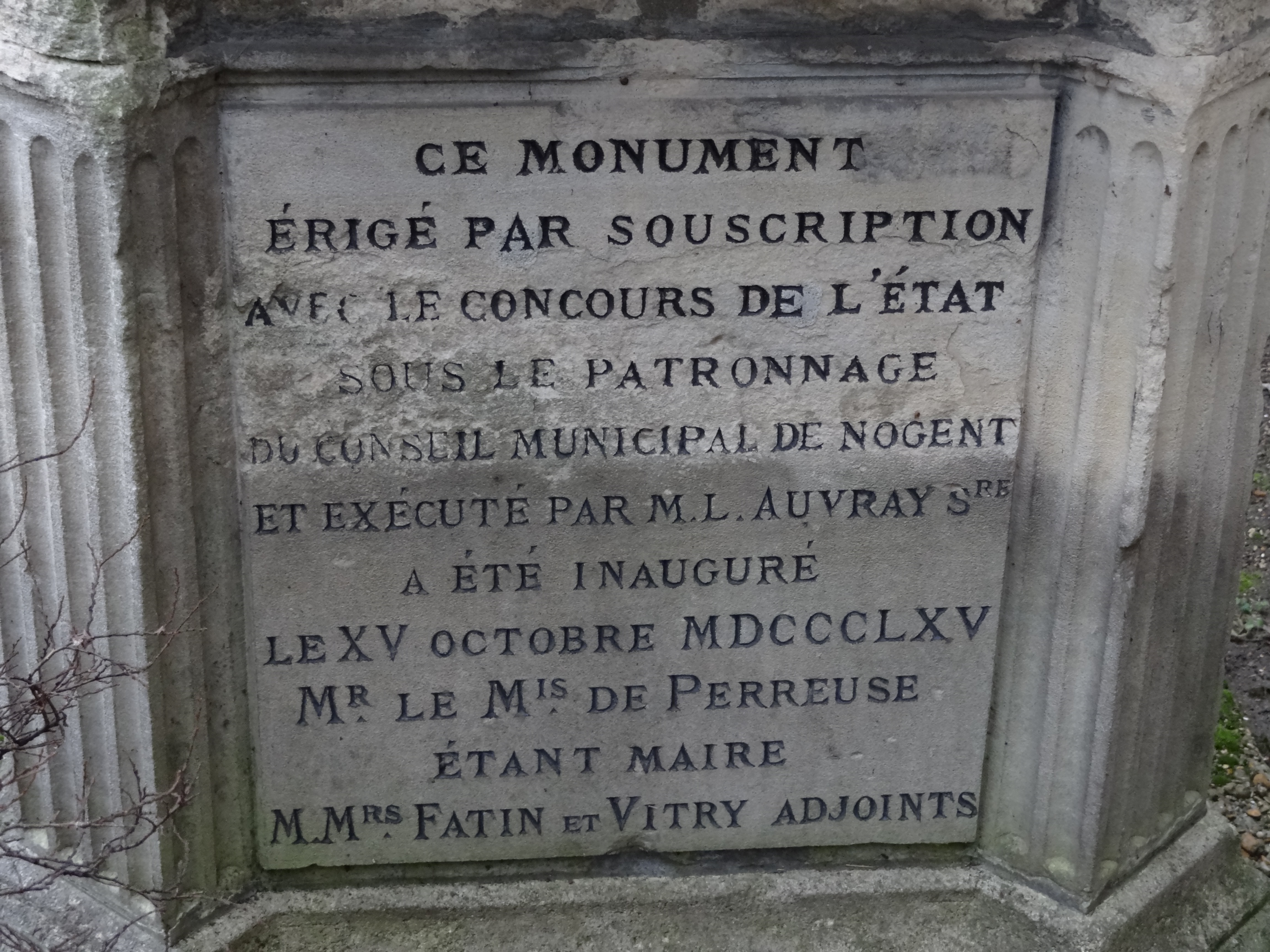
Troisième face.
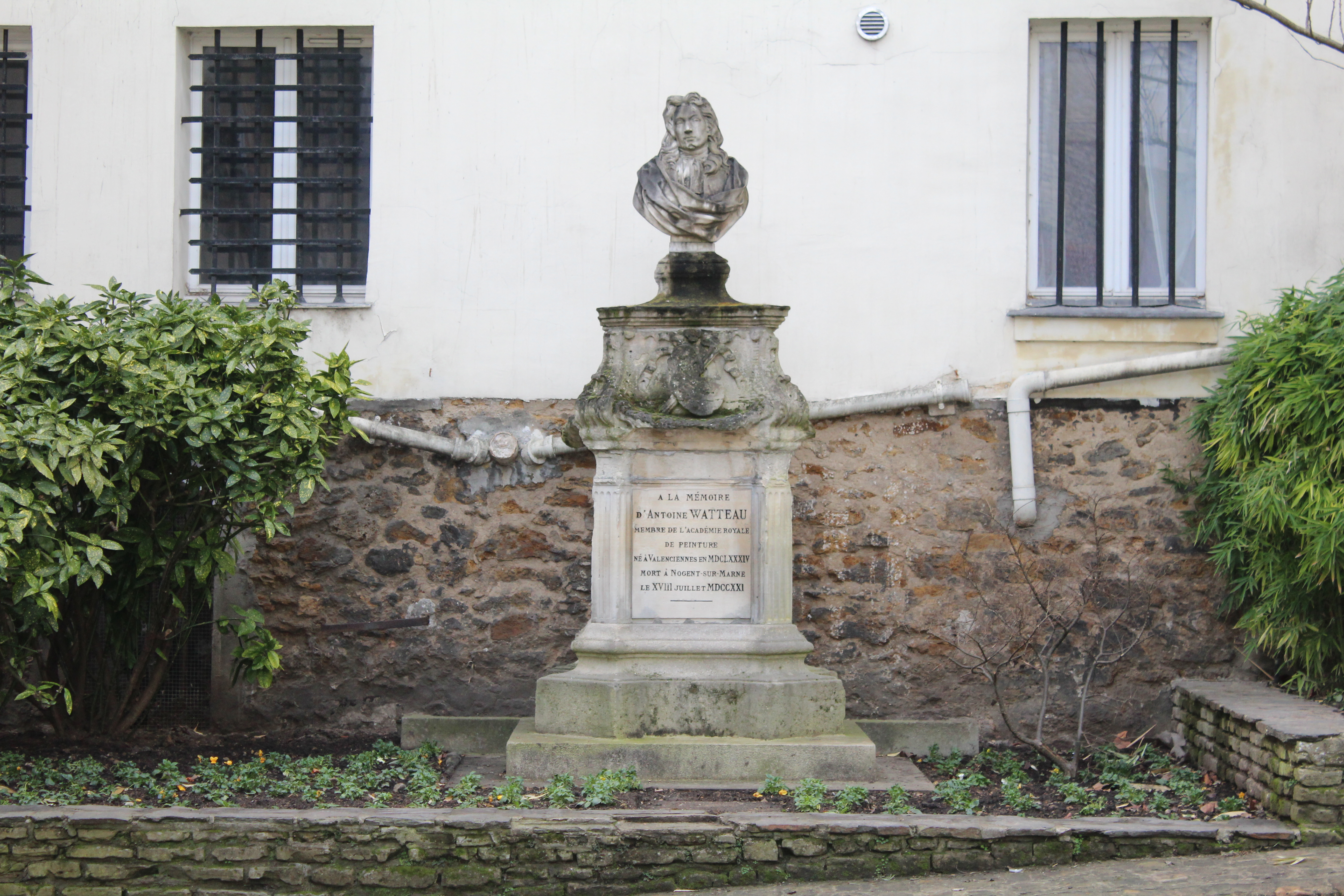
Vue général du piédestal et du buste.

## Autres monuments commémoratifs

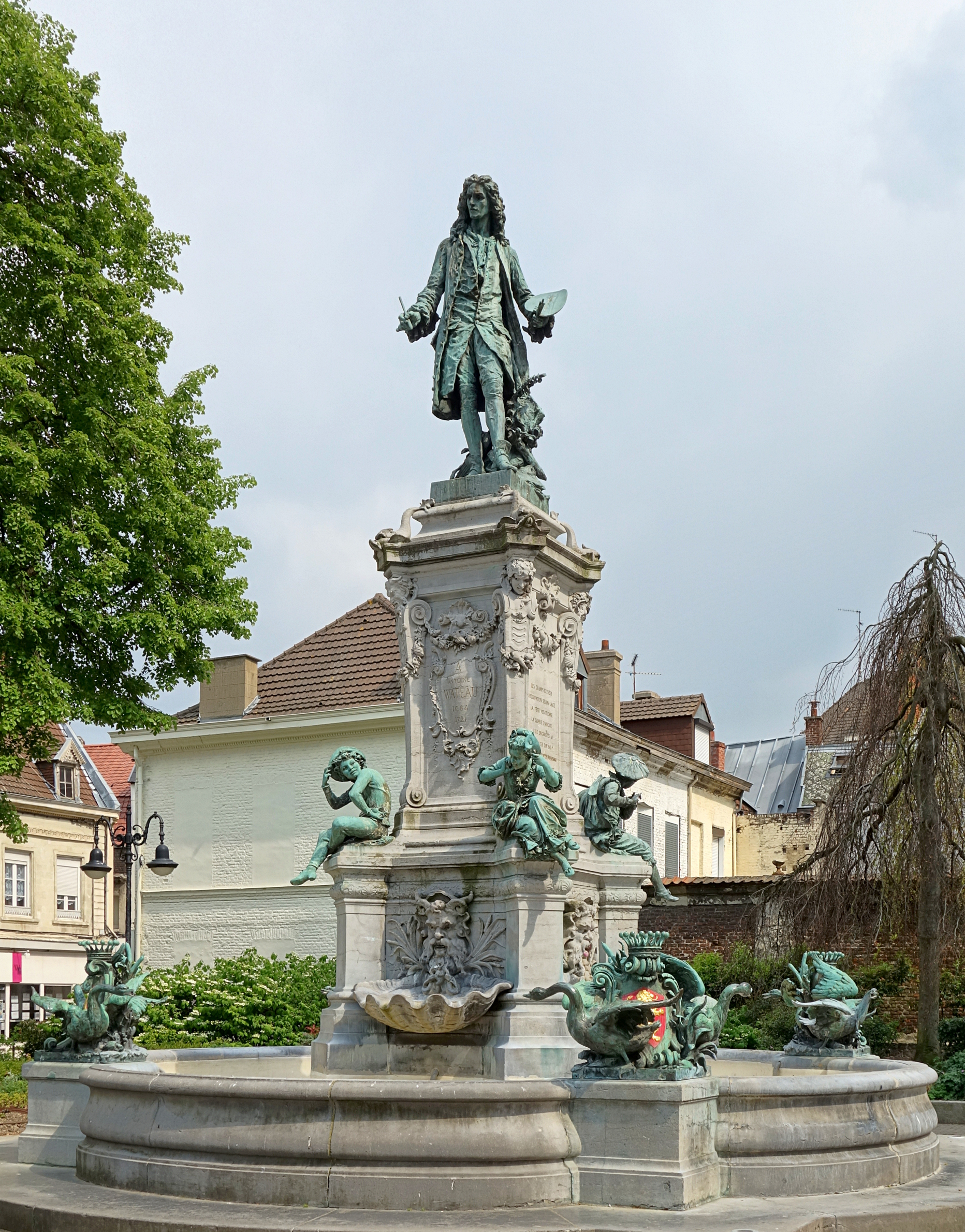
Statue de Watteau à Valenciennes.

Il existe en France d'autres monuments commémoratifs dédiés à Antoine Watteau, dont notamment celui localisé devant l'église Saint-Géry à Valenciennes, dont l'épreuve en plâtre de Jean-Baptiste Carpeaux est conservée au musée des beaux-arts ou encore celui élevé à Paris, au sein du jardin du Luxembourg et réalisé en 1896 par le sculpteur Henri Désiré Gauquier (1858-1927),.
Compte tenu de leur style, l'ensemble de ces élévations, exécutées à la mémoire de l'artiste peintre, se révèlent appartenir, à l'instar de la stèle Watteau de Nogent-sur-Marne, au mouvement rococo,.